# 加茂正則
加茂 正則（かも まさのり）は、日本の映像作家、アニメーター。
主に、NHKの音楽番組「みんなのうた」などのアニメーションを制作している。

## 作品一覧

### みんなのうた
- ◆は5分間1曲枠の楽曲。
- そばにいてよテディベア / わたなべみお（1996年8月・9月放送）